# Brian J. Smith
Brian Jacob Smith (ur. 12 października 1981 w Dallas) – amerykański aktor, występował w roli Matthew Scotta w serialu Gwiezdne wrota: Wszechświat.

## Kariera
Wziął udział w programie Quad C Theatre przy Collin County Community College w Plano. Przez rok uczęszczał do Stephens College w Columbia. Wkrótce przeprowadził się do Nowego Jorku, gdzie w latach 2003–2007 studiował aktorstwo w Juilliard School.
W 2008 debiutował na Broadwayu jako Turk w przedstawieniu Come Back, Little Sheba, a także na Off-Broadwayu w roli Brandona w spektaklu Good Boys and True. Grał też rolę dżentelmena  Jima O’Connora w sztuce Szklana menażeria, za którą w 2013 zdobył nominację do Tony Award.

## Życie prywatne
7 listopada 2019, w wywiadzie dla „Attitude”, dokonał coming outu jako gej.

## Filmografia

### filmy fabularne
- 2005: Hate Crime jako Trey McCoy
- 2009: The War Boys jako George
- 2009: Red Hook jako Chappy
- 2011: Red Faction: Origins (TV) jako Jake Mason
- 2016: 22 Chaser jako Ben
- 2021: The Matrix 4

### seriale TV
- 2009: Prawo i porządek (Law & Order) jako Derek Sherman
- 2009–2010: Gwiezdne wrota: Wszechświat (Stargate Universe) jako porucznik Matthew Scott
- 2010: Poirot jako Hector MacQueen
- 2011: Plotkara jako Max Harding
- 2012: Żona idealna jako Ricky Waters
- 2012: Magazyn 13 jako Jesse Ashton
- 2012: Impersonalni jako Shayn Coleman
- 2013: Zaprzysiężeni jako Robert Carter
- 2013: Defiance jako Gordon McClintlock
- 2013: Unforgettable: Zapisane w pamięci jako John Curtis
- 2015: Quantico jako Eric Packer
- 2015–2018: Sense8 jako Will Gorski
- 2019: Treadstone jako Doug McKenna
- 2019: World on Fire jako Webster